# 迦納阿克拉聖殿
迦納阿克拉聖殿（Accra Ghana Temple）是耶稣基督后期圣徒教会的第117个運行聖殿。它位於加納首都阿克拉，於2004年竣工，內部面積為1626平方公尺，場地面積為2.4公頃。